# Alfarería de Chililico

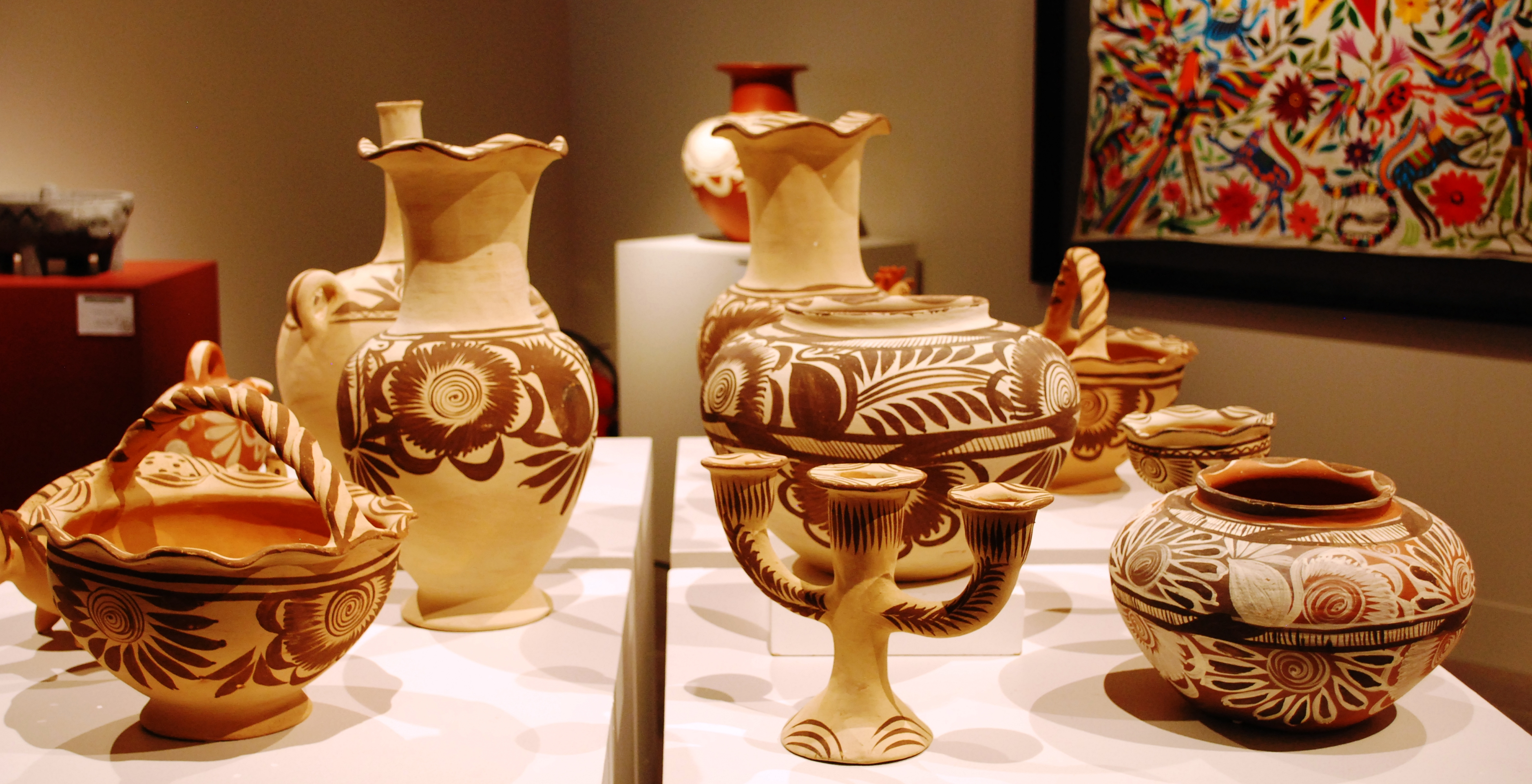
Alfarería de Chililico en exhibición temporal en el Museo de Arte Popular de la Ciudad de México.

La alfarería de Chililico es un tipo de alfarería en la que se crean diseños elaborados con técnicas rudimentarias, mismas que se usaron en la época prehispánica. Este tipo de alfarería se realiza en la localidad de Chililico, en el municipio de Huejutla de Reyes, estado de Hidalgo, México y es parte del patrimonio cultural inmaterial de México. Las piezas más conocidas son las ollas de barro rojo, pintadas con color crema, que se decoran con motivos en café oscuro. Es una actividad principalmente realizada por mujeres, en la que los hombres colaboran en las operaciones de extracción, acarreo de barro y leña, y cocimiento en el horno.

## Entorno geográfico y cultural

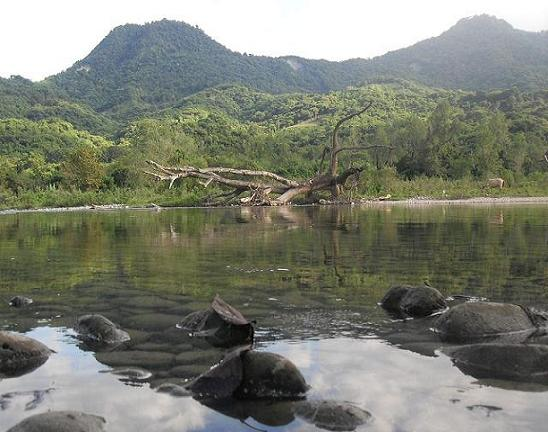
Panorama de la Huasteca hidalguense.

La localidad de Chililico, se localiza en el municipio de Huejutla de Reyes, en la región de la Huasteca hidalguense. Ésta se localiza en la parte noreste del estado, dentro de la Llanura Costera del Golfo Norte, donde se encuentra la altitud más baja del estado. Su relieve es de pequeñas lomas y terrenos de poca pendiente.
El clima es cálido húmedo, propicio para la agricultura y la ganadería. Hay árboles maderables, como cedro, caoba y palo de rosa, que sirven para fabricar muebles. Esta región es habitada principalmente por los nahuas; quienes hablan una variante del náhuatl, conocida como náhuatl de la Huasteca hidalguense.

## Elaboración

### Materias primas

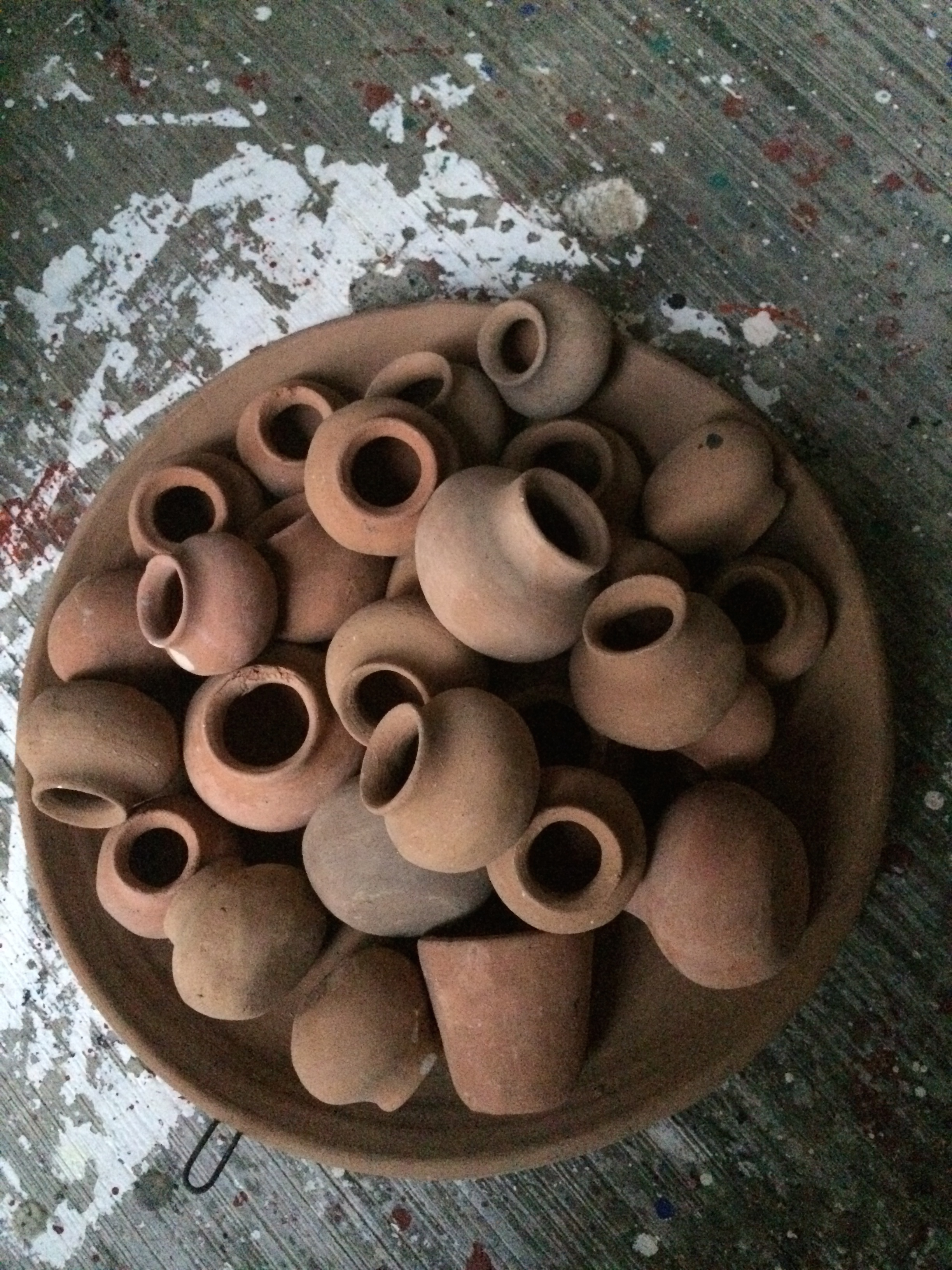
Miniaturas de barro en Chililico.

Para la elaboración de la alfarería de Chililico existen dos yacimientos de barro en terrenos comunales de donde se extrae la materia prima: Zocuilteco, anexo cercano a Chililico, y La Peña, dentro de la localidad;para realizar esta tarea se debe informar al juez de la comunidad. Estos dos yacimientos fueron comprados por la población aproximadamente a inicios del siglo XX. En cuanto al origen de los colorantes, los artesanos utilizan con más frecuencia los minerales naturales y en segundo lugar los industrializados; rara vez utilizan tintes de origen vegetal o animal.
Además de utilizar el barro en tono naranja, es común que se usen otros barros que se caracterizan por su color y que se emplean como tinte en la alfarería de Chililico, en tonos negro, café, blanco y rojo. Algunos de estos barros son: el barro blanco o chipahualtzóquitl, y el barro rojo o chichiltzókitl. También se utilizan unas piedras negras llamadas tatazoquit o tahuit que, molidas en metate y mezcladas con agua, se utilizan para pintar y se aplican de la misma forma que los barros de color.
Otra de las materias primas importantes es la leña que se utiliza en los hornos. La leña se deja secar por 15 días y entonces, se le pasa fuego para “curtirla”. Se puede utilizar cualquier tipo de leña, a excepción de la del árbol del aguacate, debido a que “los trastes quedan morados, no blanquean”.

### Instrumentos de elaboración

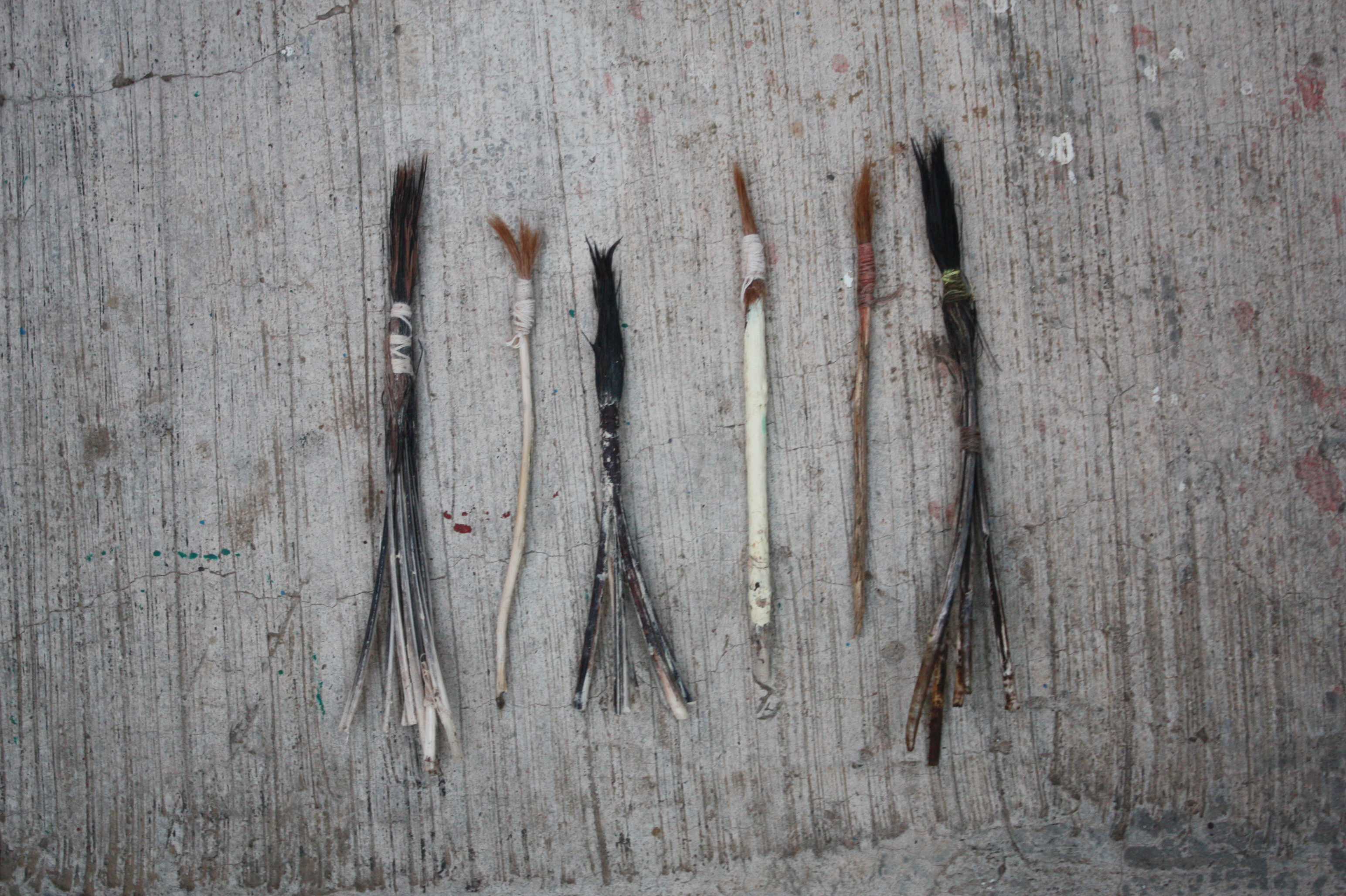
Pinceles rústicos utilizados en la decoración.

Entre los instrumentos de origen prehispánico se encuentra el tamascoyanti, torno rudimentario que sirve para dar forma redonda a las vasijas al girar sobre sí mismo. El atet es un pulidor de barro que tiene forma de canoa, sirve para pulir y dar forma al interior de las vasijas. El atemimile se trata de un pulidor en forma de codo poco agudo, con el que se alisa el exterior de las vasijas.
Entre los instrumentos contemporáneos hay de origen vegetal, animal, mineral y sintético. A pesar de no ser recientes, se les considera contemporáneos por no ser de origen prehispánico, pudiendo su uso remontarse incluso al siglo XVI. Entre los instrumentos de origen animal se encuentra un pincel elaborado con tres o cuatro plumas de gallina amarradas, sirve para plasmar los motivos, ya sea con pintura de aceite o colorantes naturales.
Los instrumentos de origen vegetal son elaborados principalmente con maderas finas como cedro y encino; los principales son: 
- La jícara o recipiente vegetal de guaje (tzicatl, otecómitl), que se usa para adelgazar el grosor de la pieza en proceso de modelaje, cuando todavía está cruda.
- El olote de maíz (elotl), que sirve para adelgazar y alisar la pieza en proceso de modelaje.
- El canasto vegetal (chiquihuite), elaborado con bejucos u otras fibras, que se usa para trasportar las piezas, ya sea al horno o al lugar de venta.
- Garrucha (timaitl), de alrededor de tres metros de largo que sirve para manipular las piezas en el horno y remover la leña durante la cocción.[5]

### Proceso

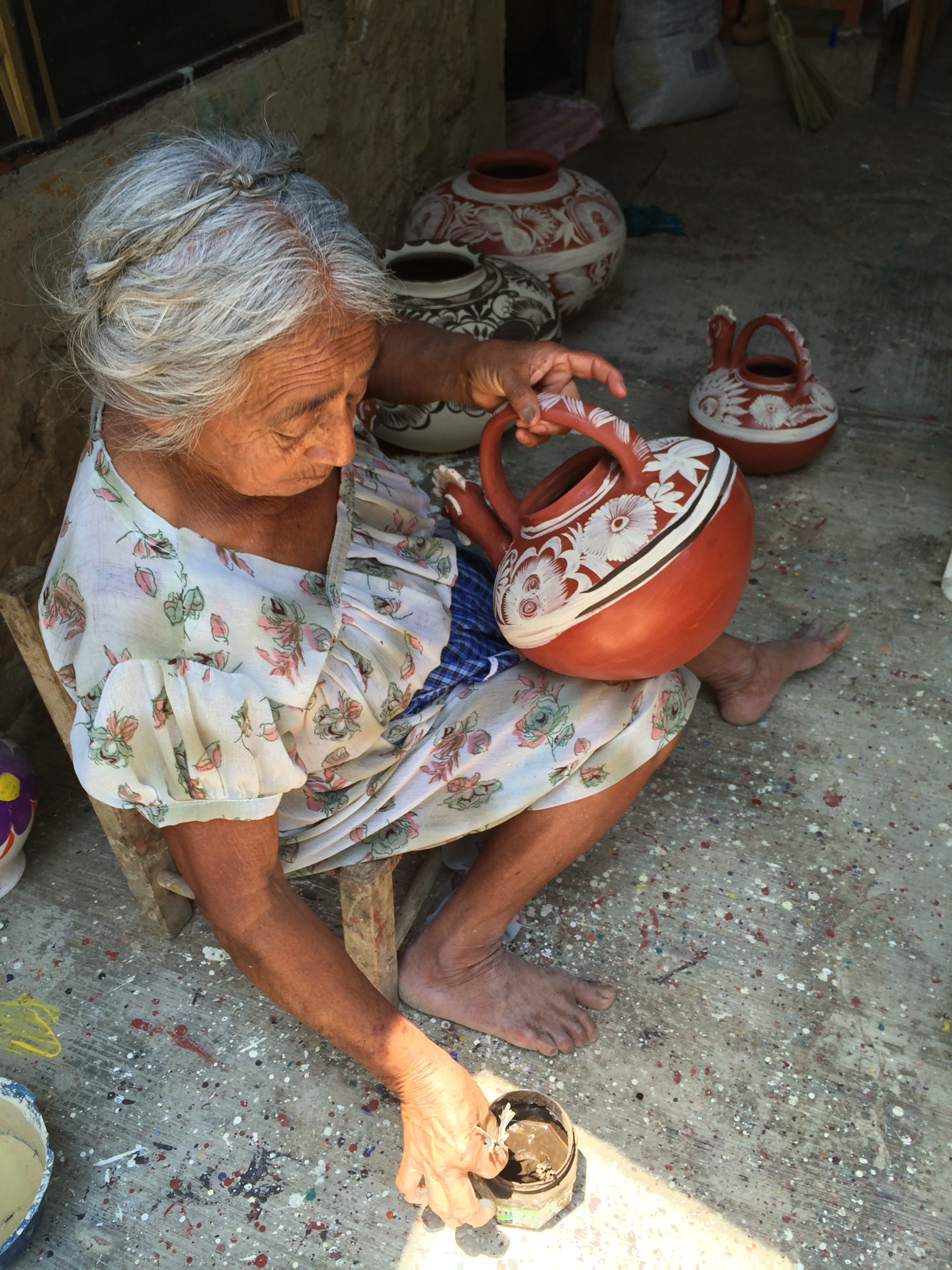
Mujer artesana decorando el barro.

Cuando el barro llega a la casa de los artesanos o talleres, es depositada en el solar, en ocasiones sobre una plancha de cemento, y lo dejan uno o dos días secando al sol. Durante el proceso de secado, se aprovecha para quitar piedras grandes a la arcilla. Posteriormente, se coloca el barro en una tina, se le añade agua y se bate. Esta mezcla es pasada a través de un cedazo para separar las partes duras y grandes. Una vez que han sido eliminadas las piedras e impurezas, vuelve a extenderse el lodo sobre el suelo, al rayo de sol, para que pierda humedad.

Cuando el barro ha perdido suficiente agua, se recoge del suelo enrollándolo sobre sí mismo. Se coloca al interior de la casa y se cubre con hules o costales para que no pierda humedad y de esta manera poder trabajarlo conforme se va necesitando. En este estado, el barro puede ser almacenado durante periodos relativamente largos.

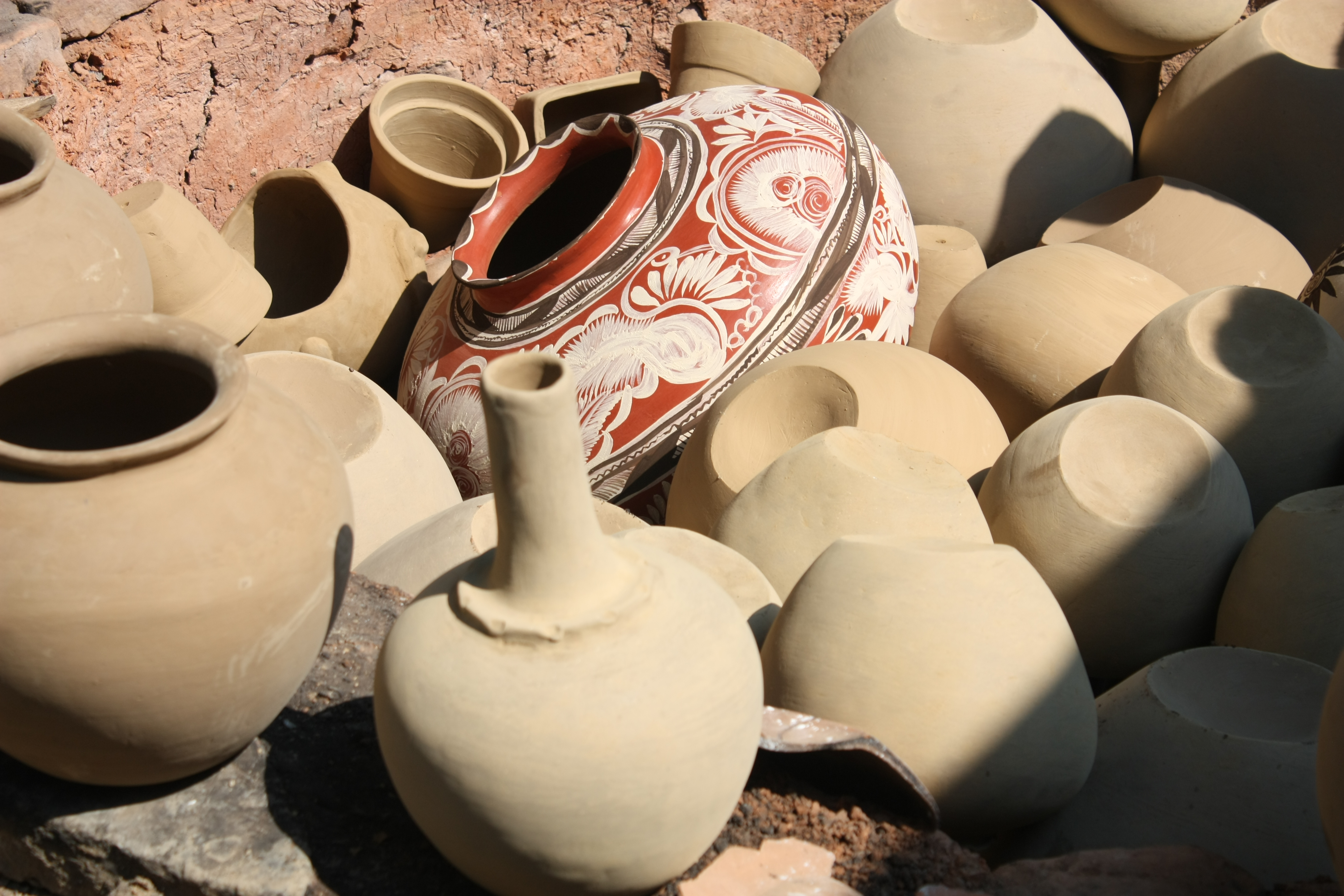
Ollas dentro de horno en Chililico.

Con la consistencia pastosa que adquiere el barro se procede a amasar para darle mayor plasticidad, se hacen tortillas de barro de diferentes gruesos, que sirven para elaborar objetos con moldes, se aplica una capa delgada de ceniza al molde con la finalidad de que no se le adhiera el barro.
Con la mano izquierda se sostiene el molde y con la derecha se comprime el barro y se golpea contra él. Posteriormente, con un trapo húmedo a manera de alisador, se frota la superficie del objeto para pulirla. Al comprimir el barro contra el molde, parte del material sobresale por lo que es necesario recortarlo. Una vez compactado, alisado y recortado el barro sobrante, se retira del molde y se coloca sobre un tablón para que seque.
Después de haberlas secado al sol, las piezas pasan a ser decoradas, a esta parte del proceso las alfareras la llaman "embarnizar" y consiste en colocar barros de distintos tonos. La decoración es una actividad femenina, aunque existen pocos casos en que los hombres también la realizan. Se trata de una actividad especializada que no todas las alfareras dominan. Para ello, se emplea un pincel rústico elaborado con plumas de gallina, que denominan piyo. Los dibujos son motivos de la naturaleza, como estilizaciones de flores, animales y formas geométricas, todos ellos transmitidos de generación en generación. Los tintes se preparan en un lebrillo con agua al que se va agregando barro de distintos tonos.
Una vez que han sido pintadas, se colocan nuevamente al sol para que el barro-tinte penetre lo suficiente y se fije al objeto durante la cocción.Durante la cocción se va introduciendo leña hasta alcanzar la temperatura deseada. El proceso de cocción, que inicia con el acarreo de las piezas al horno y termina cuando el artesano logra observar que la pedacería de loza colocada en la parte superior se vuelve blanca, dura alrededor de seis horas. En este momento dejan de atizar el horno y lo dejan descansar hasta que la leña se consuma durante el resto de la noche.

## Características y usos

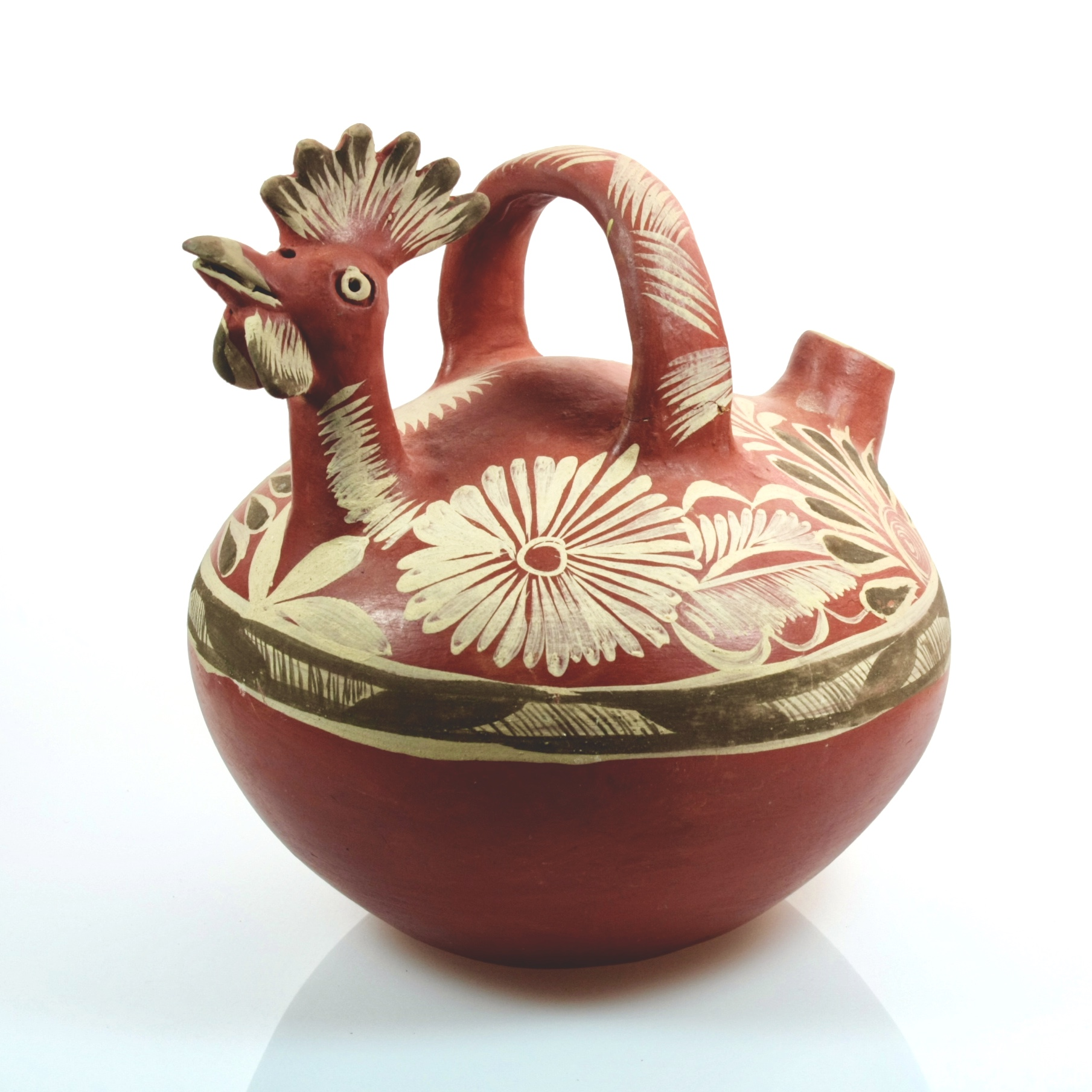
Xumo de barro, recipiente para contener y transportar líquidos.

La principal característica es la decoración, los colorantes empleados son barros de distintos tonos: negro, café, rojo o blanco. Algunos trastes llevan una mano completa de alguno de estos colores (blanco y rojo principalmente), tanto en el exterior como en el interior, que se aplica con un trapo, y sobre la que se plasman los motivos.
La mayoría de la producción la venden durante las festividades de Navidad, la Santa Cruz de mayo, Semana Santa, cuando bendicen el agua de todo el año, y en Xantolo. El consumo de estos objetos no se restringe únicamente al contexto de uso cotidiano, hay un importante consumo de estas piezas para uso ritual, por lo cual se elaboran varios objetos en tamaño miniatura para adornar los altares de los difuntos en la fiesta de Xantolo. El uso ritual de estos objetos no es exclusivo de los nahuas, por ejemplo, durante la celebración de la fiesta de la Santa Campana de Tutotepec, en el municipio de San Bartolo Tutotepec, en la Sierra Otomí Tepehua, en donde los otomíes hacen ofrendas de flores en cántaros.
La alfarería consiste en cazuelas, floreros, tinajas, utensilios de cocina, molcajetes, alcancías, copaleros, candelabros y juguetes de barro cocido. También se elaboran cántaros llamados ollules, que utilizan para beber agua en el campo; botijas con formas de hojas y plantas; ocarinas para llamara los niños en los días de Todos los Santos y una variedad de ollas, entre las cuales se encuentran los popochcometls y los chichapales, que sirven para acarrear agua.

## Galería

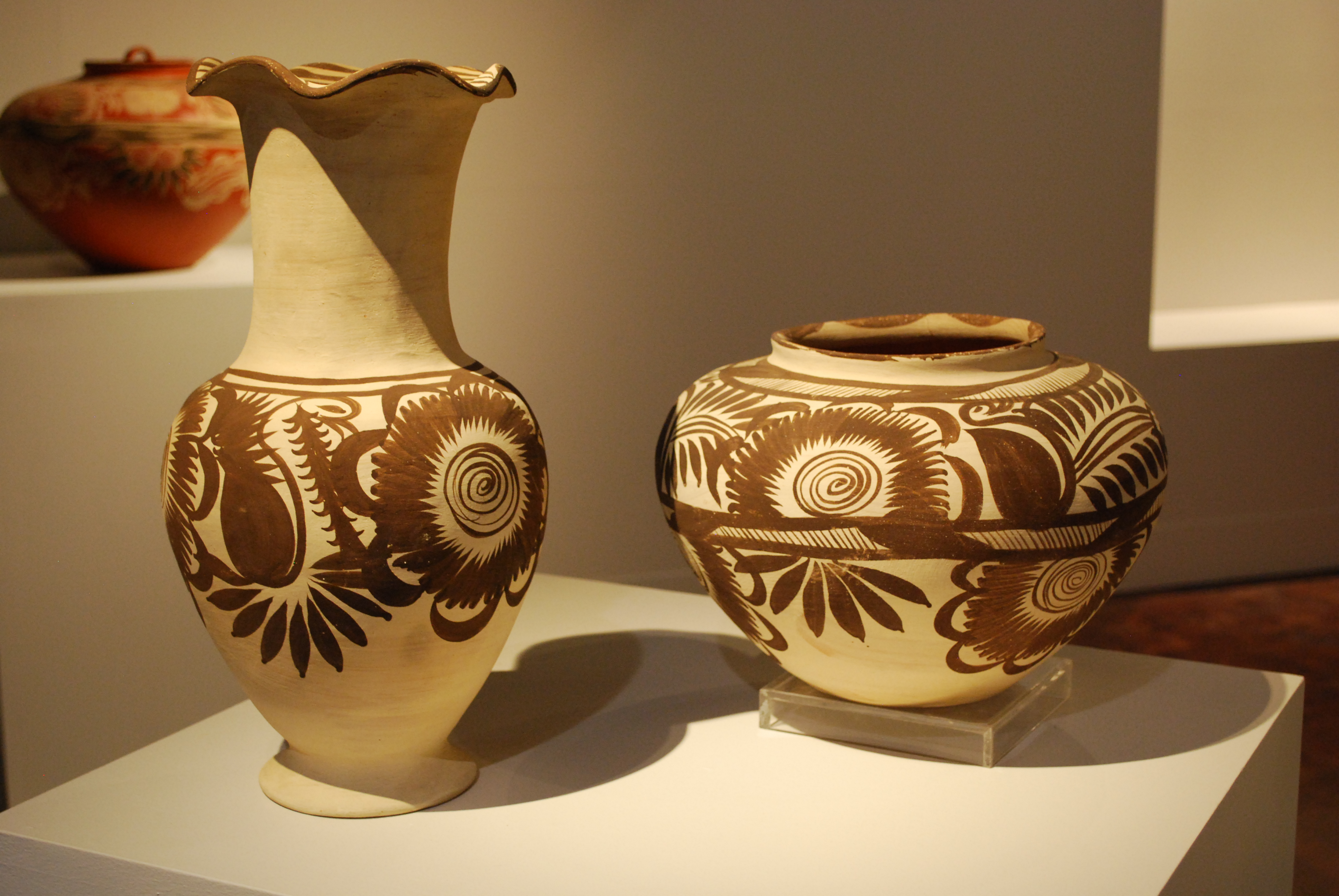
Florero y olla.
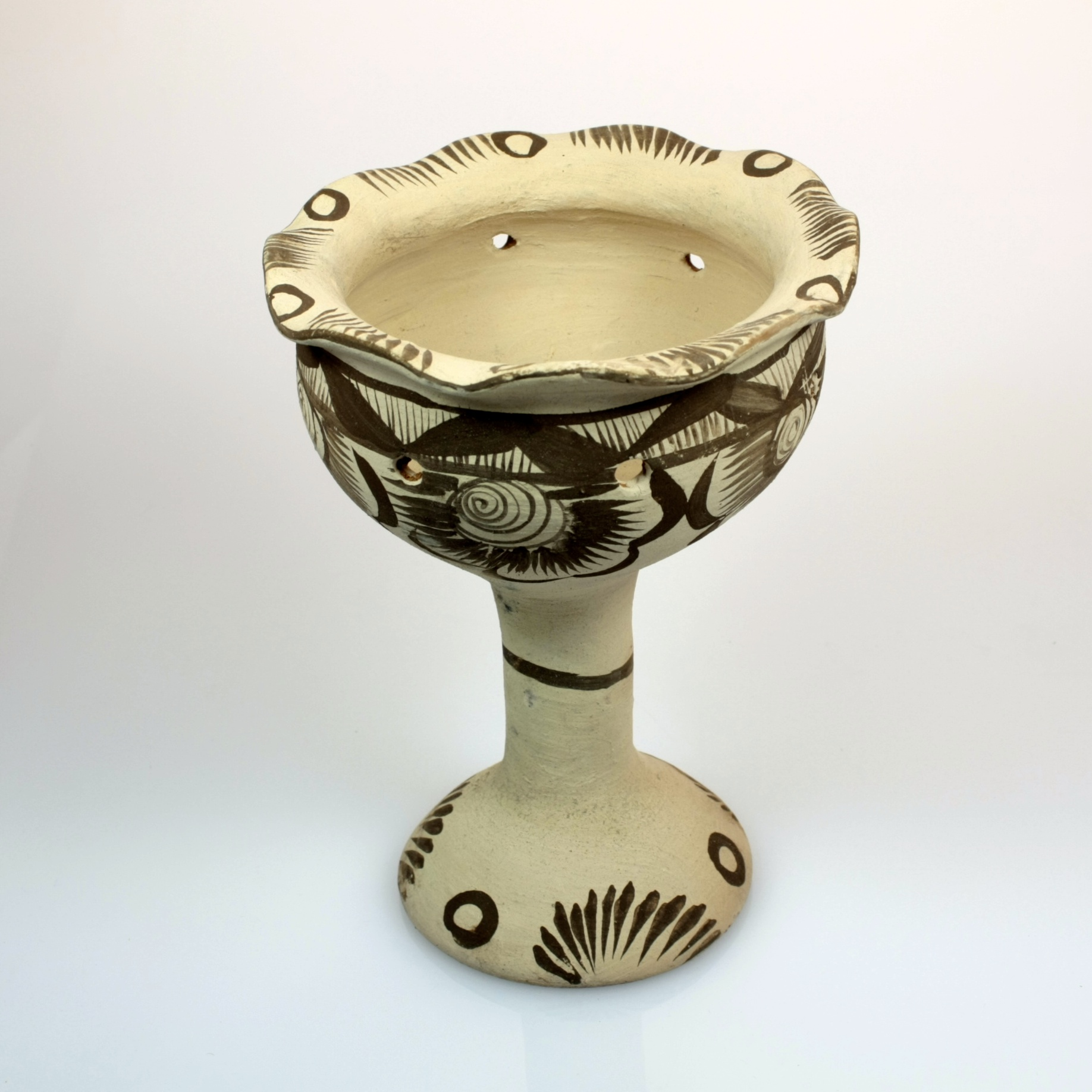
Sahumerio.
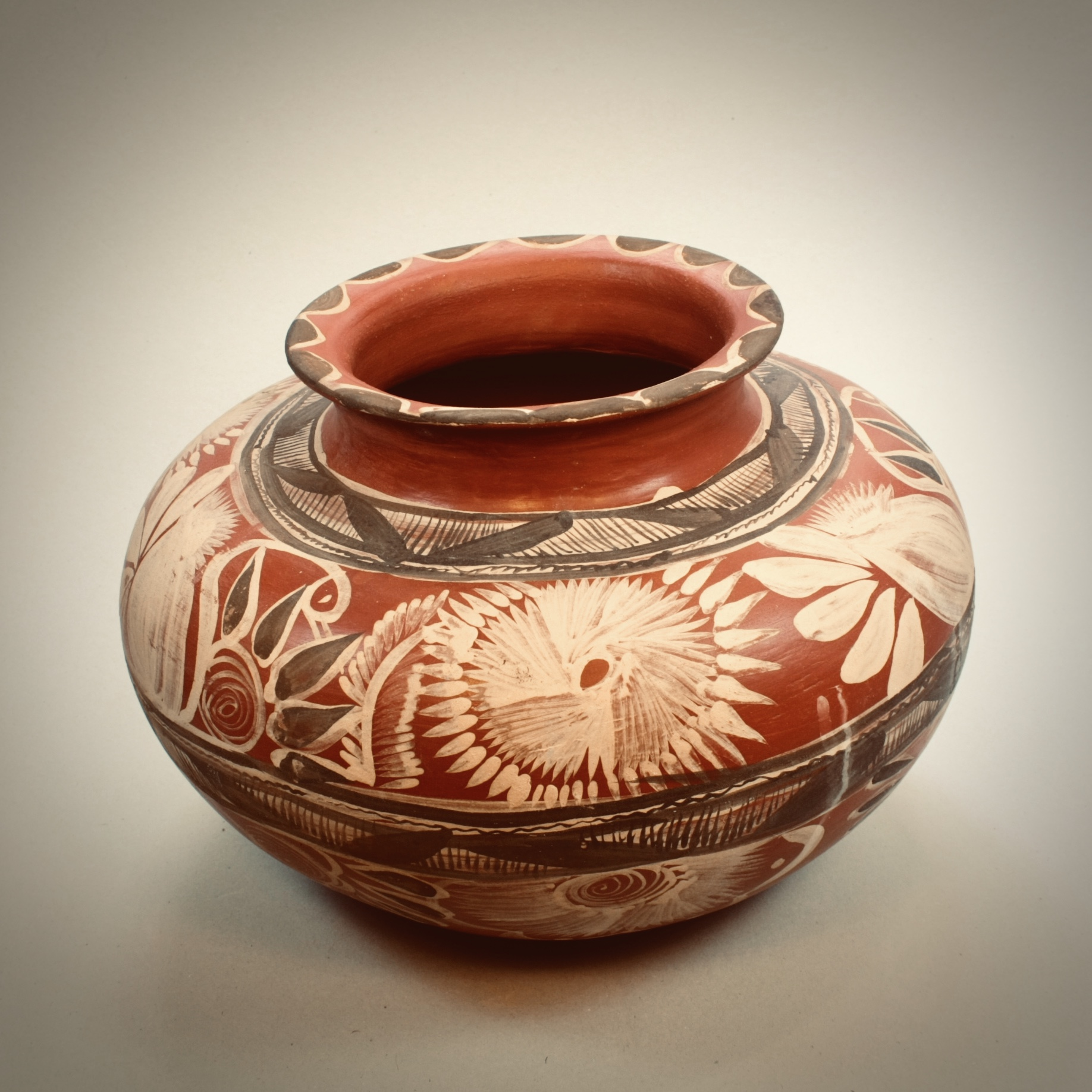
Ollas.
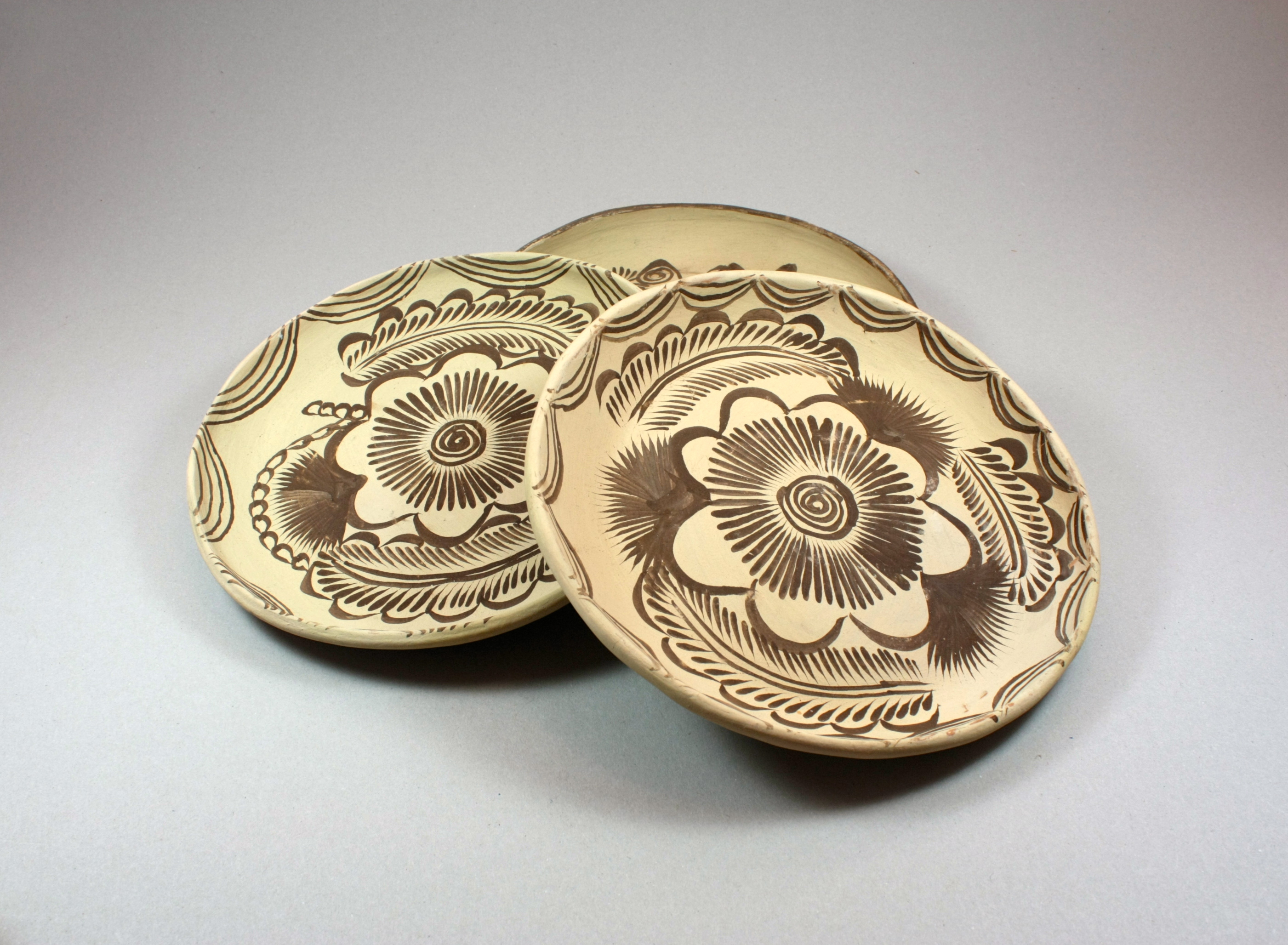
Platos.
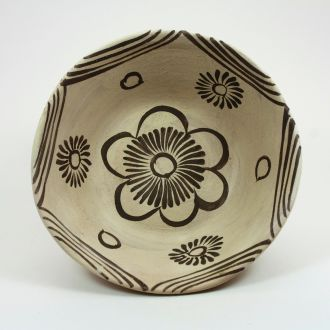
Plato hondo.